# Skrivemaskine
En skrivemaskine er et apparat, hvormed man skriver tekst primært på papir ved at trykke på taster, hvor hver tast skriver et enkelt tegn. Skrivemaskineskrift er monospatieret – alle bogstaverne har præcis samme bredde. 
Udlægningen af tasterne på en almindelig dansk skrivemaskine er efter QWERTY-princippet, som blev indført for, at armene for de enkelte tegn ikke skulle sætte sig fast på de første skrivemaskiner, når man skrev for hurtigt. Denne udlægning går i dag igen i moderne tastaturer.

## Historie
Apparater til at skrive med en maskine på papir i stedet for at skrive i hånden med en pen eller lignende, kendes fra 1713, hvor englænderen Henry Mill fik patent på en sådan maskine. I 1808 konstruerede italieneren Turri di Castelnueva en skrivemaskine. Tyskeren Karl von Drais og amerikaneren A. Beach vides også at have konstrueret skrivemaskiner. Ingen af disse opfindelser blev sat i produktion. 
I 1866 konstruerede tyroleren Peter Mitterhofer en skrivemaskine. Maskinen blev af Wiens Polytekniske Læreanstalt betegnet som kun lidt anvendelig, da det ville kræve megen og fortsat øvelse at benytte den. Danskeren J.A. Peters konstruerede en skrivemaskine i 1868, men Indenrigsministeriets tekniske konsulent frarådede at betale for en videreudvikling af opfindelsen
.

### Skrivekuglen
Ikke mange ved, at verdens allerførste kommercielt producerede skrivemaskine blev opfundet af en dansker. I 1865 opfandt den danske præst og forstander ved Det Kongelige Døvstummeinstitut i København, Rasmus Malling-Hansen en hurtigskrivemaskine, som han kaldte Skrivekuglen efter det halvkugleformede tastatur. Placeringen af bogstaverne på tangenterne var et resultat af grundige afprøvninger af Malling-Hansen selv på en porcelænsmodel. Malling-Hansen ville finde den bogstavplacering, som gav den hurtigste skrivehastighed. På hans skrivekugle finder man derfor de mest hyppigt brugte bogstaver placeret sådan, at de betjenes af de hurtigste fingre, og vokalerne til venstre og konsonanterne til højre. På den første model, som patenteredes i 1870, blev papiret fæstet til en cylinder, som bevægede sig ved hjælp af en elektromagnet og et batteri. Skrivekuglen var derfor også den allerførste (delvist) elektriske skrivemaskine. Malling-Hansen videreudviklede sin skrivekugle meget i løbet af 1870- og 80-tallet, først og fremmest hvad angår papirføringen, og i 1874 patenterede han den næste model, hvor cylinderen var erstattet af en flad vogn. I 1875 kom så den velkendte, høje model, hvor Malling-Hansen havde udarbejdet en mekanisk løsning på papirflytningen, og nu havde fjernet batteriet. Skrivekuglen gjorde stor succes ved flere store udstillinger, og fik guldmedalje ved en stor industriudstilling i København i 1872, og ved verdensudstillingerne i Wien i 1873 og udstillingen i Paris i 1878. Den blev solgt i flere europæiske lande, og det er kendt, at den fremdeles var i brug på kontorer i London så sent som i 1909. Skrivekuglen tabte efterhånden den kommercielle konkurrence med den masse-producerede Remington maskine. Eksisterende eksemplarer af skrivekuglen er meget eftertragtede blandt samlere, og opnår priser på godt over 200.000 kroner.
Betegnelsen "skrivekugle" bruges af og til og ofte nedsættende nedsættende om meget skrivende mennesker.

### Den klassiske skrivemaskine
I USA begyndte bogtrykkerne G. Latham Sholes og Samuel W. Soule sammen med mekanikeren Carlos Glidden at konstruere en maskine, der blev, med forskellige variationer, et forbillede for de fleste senere skrivemaskiner ind til de elektroniske skrivemaskiner begyndte at blive udbredte. 
Der blev udstedt et patent i 1868, men Soule og Glidden trak sig fra arbejdet på grund af vanskelighederne med at udvikle maskinen.  Endnu en bogtrykker, James Densmore, blev inddraget og skød penge i projektet. Endelig overtog geværfabrikanten Remington & Sons fabrikationen, da opgaven med at masseproducere skrivemaskinen oversteg Soule og Densmores kræfter. Remington besad en betydelig viden om finmekanik i stor skala. 
Mange detaljer ved Remingtons skrivemaskine kan genfindes ved nogle af de forskellige tidligere skrivemaskiner.
I skrivemaskinen sidder støbte typer fastloddet på en bevægelig arm. Der er to tegn på hver arm (f.eks. et bogstav som lille bogstav og som stort bogstav), og man kan vælge mellem at skrive det nederste eller det øverste. Typearmen kan svinges frem mod papiret, der er monteret omkring en ret hård valse af gummi, når en taste på et klaviatur (i dag kaldet et tastatur) trykkes ned af den skrivende. Bevægelsen af tasten overføres til typearmen gennem forskellige trækstænger. Typearmene er samlet side ved side i en bue, kurven, der kan ligne tribunen på et antikt teater. Da hver arm er forskellig fra alle andre, kan de laves sådan, at de sigter mod det samme punkt på valsen. 
Inden typen rammer papiret, løftes et vævet farvepræpareret bånd automatisk op, så typen rammer båndet og får dette til at afsætte et farvet mærke på papiret. Typearmen falder nu tilbage, og farvebåndet sænkes atter, så den skrivende kan se det skrevne. 
Derpå rykkes valsen med papiret én position til venstre, og farvebåndet rulles et lille stykke fra en spole til en anden. Valsen er monteret på en vogn, der på kugler eller hjul bevæger sig på skinner, trukket af en spiralfjeder. Positionerne styres af en tandstang langs hele vognens bevægelse. 
Når man nærmer sig den højre margen (den kan lige som den venstre indstilles), lyder en klokke, så den skrivende ved, at der snart skal skiftes linje, evt. ved at dele et ord. En lang arm, som regel ved den venstre ende af gummivalsen, påvirkes af brugeren. Derved kan hele vognen trækkes tilbage mod højre, mens fjederen atter spændes, til vognen støder mod den venstre margen, inden armen drejer valsen frem til næste linje, og skrivningen kan fortsætte.
Små ruller holder papiret ned mod valsen. De øverste ruller kan vippes væk fra valsen, når et ark papir skal sættes i maskinen. Trykket mod hele valsen kan også fjernes, så man kan rette et ark til, så det står helt rigtigt i maskinen. Afstanden mellem hver linje kan oftest indstilles, lige som valsen med papiret kan rulles op eller ned, enten i faste trin, der typisk svarer til en halv linje, eller kobles fri og indstilles helt frit.
Forskellige mærker angiver positionen på linjen og det præcise sted, hvor næste tegn vil blive skrevet. Det kan være nyttigt, hvis man skal udfylde en blanket eller skal fortsætte på et dokument. På nogle maskiner findes en viser eller skala, der kan angive linjenummeret. Der kan også være et lille hul i den underste skærm, der dækker valsen og holder et sæt ruller. Dette vindue benyttes til at se, om et ark er ved at være fyldt ud. 
Mange maskiner har en indstillelig tabulator, der kan være konstrueret på mange forskellige måder. På nogle skal man flytte nogle stopmærker på bagsiden af maskinen. På andre kan indstillingen ske med taster fra forsiden. Endelig findes der maskiner med en decimaltabulator. Her kan man trykke på f.eks. 3-cifre tabulatorknappen, og vognen vil da føres frem til en position 3 positioner før tabulatormarkeringen, således at enere står under enere, tiere under tiere osv. 
Der kan være forskellige konstruktioner til at støtte det beskrevne ark, så det hele bedre kan overskues.
Når der skiftes mellem nederste og øverste tegn, sker dette enten ved at hele kurven med typearme sænkes, eller ved at valsen og vognen løftes. Dette gøres med en skiftetast, der kan låses i nederste position. Enkelte kompakte maskiner har to skiftetaster. Antallet af taster og typearme kan derved mindskes. 
Ofte kan farvebåndet justeres med en lille omskifter, så man skriver med den øverste eller nederste del af farvebåndet. Hvis farvebåndet er tofarvet, kan man skifte mellem sort og rød skrift. Endelig kan farvebåndet slås helt fra. Dette benyttes, når man skal skrive på en stencil til en duplikator.
Der findes tit en taste, der flytter vognen én position tilbage. Dette kan f.eks. benyttes, når et tegn skal sammenskrives med et andet. F.eks. skal udråbsten på mange skrivemaskiner skrives ved at kombinere punktum med en apostrof.
Det er meget almindeligt, at en skrivemaskine ikke har taster for nul og et. I stedet bruges bogstavet 'o' og et lille 'l'. Den præcise tildeling af tegn varierer med det marked, hvor maskinen skal sælges. Endelig findes der dødtaster. Det er taster, hvor vognen, efter der er skrevet f.eks. en accent, ikke bevæger sig. Et é kan derfor skrives uden at bruge tilbagetasten.
Mange af de udtryk, der i dag benyttes i forbindelse med computere, stammer fra skrivemaskinerne. Backspace/tilbage, shift/skifte, shift lock/lås, tab/tabulator, carriage return/vogn retur. 
Skrivemaskiner findes som lette maskiner, der kan tages med på en rejse (rejseskrivemaskiner), eller kan stilles i et hjørne, hvis bordet skal bruges til et andet formål. Og så er der tunge, meget solide og mere avancerede maskiner til kontorbrug. Små skrivemaskiner kan pakkes sammen med et låg med et bærehåndtag, så de bliver til en lille kuffert. De store maskiner har ofte et dække af stof eller plastik.

#### Noiseless
Remington Noiseless er en serie af kontormaskiner, hvor man har dæmpet den til tider kraftige støj fra mange skrivemaskiner i store kontorer. Her føres typen hurtigt lige netop frem til papiret og presses mod dette, i stedet for at typen hamrer mod valsen. Dette kan ske på flere måder, en vægt forbundet til hver trækstang kan både lagre energien ved et anslag og give den tilbage som et langsomt pres. Bevægelsen af typerne kan finindstilles af brugeren, så den passer til papirets tykkelse. Til gengæld kan belastningen af maskinskriverens fingre være betydeligt større. 

### Mignon
Mignonskrivemaskinen, der blev produceret af AEG frem til 1934, og andre tilsvarende maskiner, er en type skrivemaskiner, der efterhånden forsvandt fra markedet, da den er meget langsom at benytte. Her skal man med den ene hånd bevæge en pegepind, så man peger på det ønskede tegn på en lille tavle. Denne position overføres til en rotation og en bevægelse langs aksen af en skrivecylinder med tegn. Et tryk på en taste med den anden hånd, slår skrivecylinderen mod farvebånd, papir og gummivalse. En anden taste giver et mellemrum.

Maskinens fortrin var en betydeligt enklere konstruktion. Det gav en lavere pris og en lavere vægt. Desuden kan skriften udskiftes. 
- Nærbillede af pegepind og plade i Mignon-skrivemaskine.
- Skriftcylinder i Mignon-skrivemaskine.

### Elektrisk skrivemaskine
En skrivemaskine, hvor typearmens bevægelse udføres af en elektromotor, blev produceret fra 1924 af Woodstock Skrivemaskinefabrik i USA. Den krævede kun en let berøring af en taste, og bogstaverne på papiret fik samme styrke. Slagkraften kan indstilles efter behov. F.eks. kan man ved flere gennemslag have behov for et kraftigere anslag. 
En metode at drive typearmene frem er, at et tryk på en taste bevæger en lille klods ind mod en roterende gummivalse. Når klodsen rører den roterende valse, rives den med ved friktionen og trækker så selv i typearmen. Efter anslaget mod papiret, falder typearmen og klodsen tilbage på deres pladser.

### Kuglehoved-skrivemaskine
Kuglehovedskrivemaskinen, IBM Selectric, er en elektrisk skrivemaskine, der blev solgt fra 1961 og frem, hvor typerne er placeret på overfladen af en kugle. Kuglen sidder på en aksel, der kan rotere og vippes, sådan at hver type kan slås (hele kuglen bevæges frem) mod papiret på valsen. Kuglen minder i størrelse om en golfkugle. Den kan let udskiftes, så man kan skifte skrift eller alfabet. Selectric er elektro-mekanisk, der er altså ikke tale om nogen mikroprocessor. I modsætning til de fleste forudgående skrivemaskiner, så er det kuglen, der flytter sig, ikke vognen med papiret.

### Typehjulsskrivemaskine
Typehjulsskrivemaskiner, også kaldet Daisy Wheel skrivemaskiner, er skrivemaskiner, hvor typerne sidder for enden af arme, der går ud fra et nav. Hjulet drejes, så den rette type sidder ud for en elektrisk hammer, der presser typen mod papiret. Styringen af hjulet sker elektronisk altså styret af en mikroprocessor. Typehjulet kan let udskiftes. Ofte kan maskinen indstilles til at skrive fed skrift. Det vil sige at det samme tegn automatisk skrives flere gange, mens skrivepositionen rykkes lidt mod højre. Også her er det hjulet, der flyttes undervejs, ikke vognen.

### Andre systemer
Der eksisterer skrivemaskiner med små tegn. Disse blev benyttet til at skrive etiketteteksten på varer, der blev købt på et apotek. 
En anden type er maskiner, hvor hele skrivemaskinen flytter sig på en lang skinne i stedet for at vognen flytter sig. Dette kunne bruges til at skrive på meget store papirformater, f.eks. tekniske tegninger.
Der findes enkelte mekaniske skrivemaskiner med udskiftelig skrift. Her findes typerne på en halvcirkelformet metalskinne, der drejes så den rette type står nærmest valsen, inden skinnen slås mod farvebånd og papir. Det er så muligt at udskifte hele skinnen med en anden skrift.

### At rette i teksten
Ved fejlanslag, kan der være behov for at kunne fjerne et eller flere tegn. Den oprindelige metode (ud over at starte forfra) var at slibe det øverste lag af papiret for at skrive oven i. Dette kan gøres med et særligt viskelæder med slibende partikler. Mange maskiner har et radereskjold, der gør det nemmere kun at viske et enkelt tegn ud. 
Senere metoder er rettelak (af og til kaldet "fjumrevand"), en hurtigttørrende lak, hvormed man dækker fejlen. Eller man kan bruge retteark, små stykker tynd plastfilm med en belægning af et et hvidt farvestof og noget voksagtigt bindemiddel. Ved at placere et ark mellem papir og farvebånd (eller slå farvebåndet fra) kan man dække et bogstav med en hvid belægning, idet man bruger samme tegn som fejlanslaget.
Nogle elektriske maskiner har rettebånd. Her bruges engangsfarvebånd, hvor et lag af farve fra et plastbånd bliver trykket mod papiret, så det sidder fast. Rettebåndet er så et andet plastbånd med en svagt klæbende overflade. Når det bliver aktiveret med en slettetaste, kan farvelaget fra det oprindelige bogstav trækkes af papiret igen. I begyndelsen skulle bogstavet også trykkes ned for at vælge det fejlagtige tegn. På nyere maskiner bliver en hel linje lagret i maskinens hukommelse, så man bare skal trykke på slettetasten for at slette et eller flere tegn.

## Skrivemaskiner i nutiden
I dag har computere med tekstbehandlingssystem næsten udryddet skrivemaskinen. Nogle forfattere holder dog stadig fast i at benytte en klassisk skrivemaskine eller en elektrisk skrivemaskine. Skrivemaskiner nød også en kortvarig genkomst i 1999, hvor nogle organisationer skal have anskaffet gammeldags mekaniske skrivemaskiner i større antal, så de kunne bruges i tilfælde af et omfattende Y2K-sammenbrud. I hvilket omfang det fandt sted er uklart, der blev ikke produceret mange af den slags maskiner længere.